# Едвін Канка Чудіч
Едвін Канка Чудіч (босн. Edvin Kanka Ćudić; Брчко, Югославія, 1988) — боснійський захисник прав людини, майстер бойових мистецтв, журналіст та політолог, найвідоміший як лідер Асоціації соціальних досліджень та комунікацій (UDIK), організація кампанії з прав людини та примирення в колишній Югославії.

## Біографія

### Як майстер бойових мистецтв
Народився в Брчко (Югославія), виріс у Грачанице і Брчко, навчався в Сараєво та Стамбулі, живе в Сараєво.
У віці 14 років він вступив до Академії бойових мистецтв Боснії та Герцеговини (член Міжнародної федерації бойових мистецтв - IMAF Europe), очолював Бошко Відовіч в Брчко. В Академії Чудіч навчався 8 років і заробляв чорним поясом в джіу-джитсу; пізніше навчав дзюдо і в 2017 році заробив чорний пояс.

### Як журналіст
Він закінчив  2012 році випустився з Сараєвського університету зі ступенем журналістики, хоча він мав намір продовжувати міжнародні відносини. У коледжі працював журналістом, який звітував про військові злочини в Боснії. Як незалежний журналіст, з 2008 по 2013 рік він співпрацював з багатьма регіональними ЗМІ, включаючи "Monitor", "Peščanik" та "Danas".

### Як правозахисник
У 2013 році Едвін Канка Чудич заснував і став координатором Асоціації соціальних досліджень та комунікацій (UDIK). Як координатор УДІК він публікує та подає до публічних документів про військові злочини в Боснії та Герцеговині, а також працює над картографуванням пам'ятники жертвам воєн в країнах колишньої Югославії.